# Мюлеберг
Мюлеберг (нем. Mühleberg) — коммуна в Швейцарии, в кантоне Берн. 
Входит в состав округа Лаупен. Население составляет 2677 человек (на 31 декабря 2006 года). Официальный код — 0668.

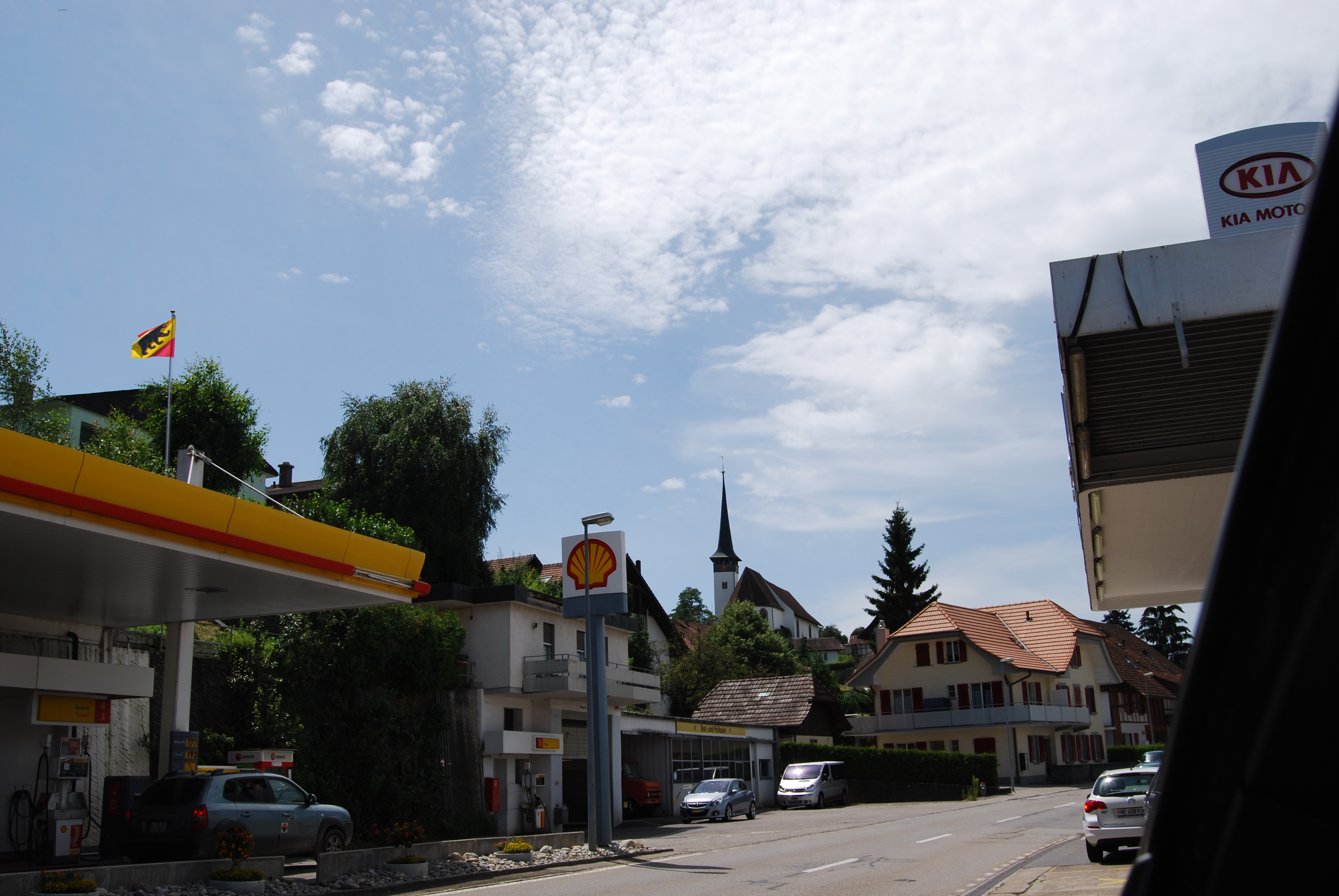
Мюлеберг